# Jabal al-Tair

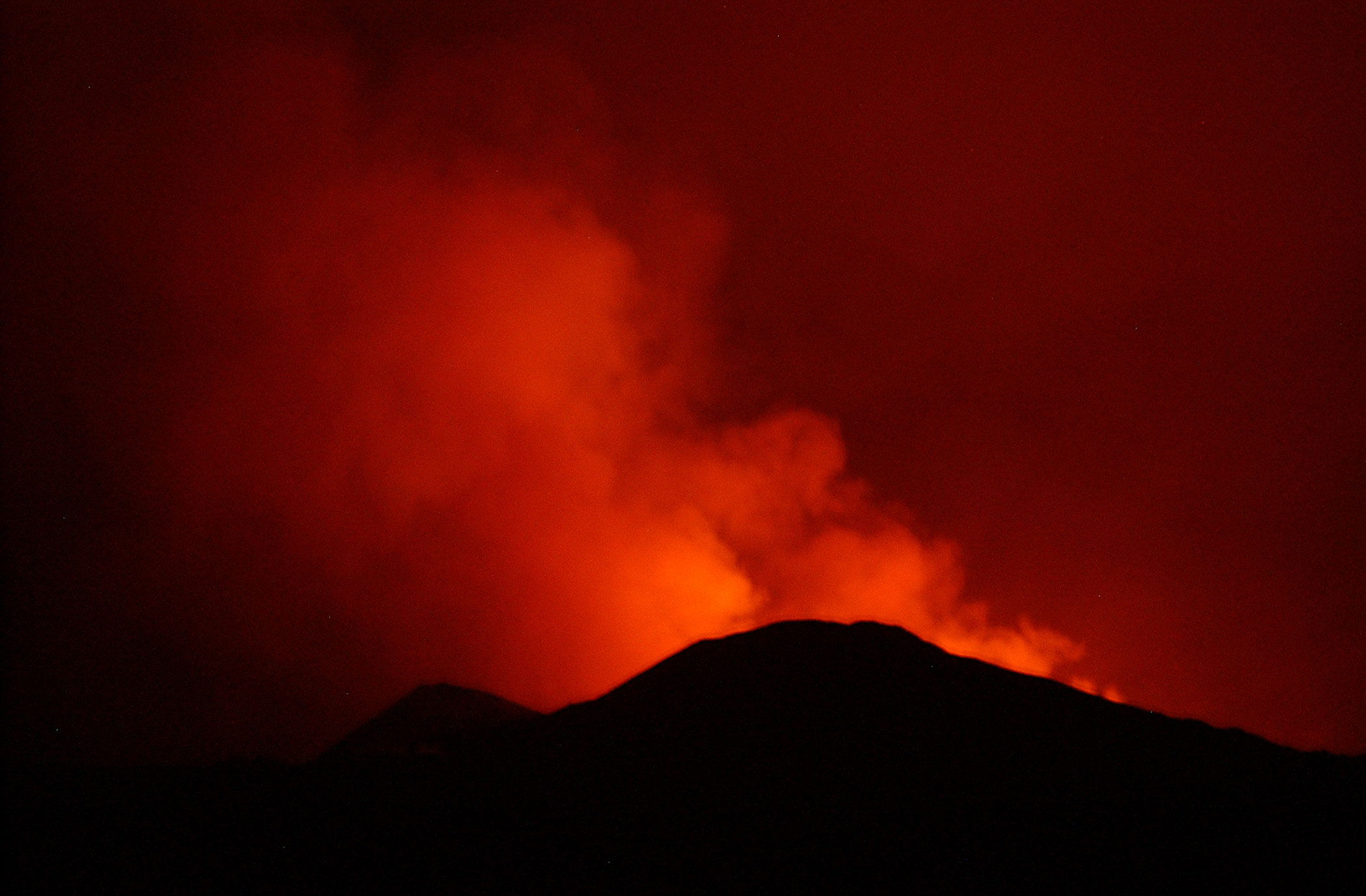
2007 års utbrott på ön. Bild från amerikanska flottan.

Jabal al-Tair är en liten vulkanö i Röda havet, strax nordväst om sundet Bab al-Mandab. Den tillhör Jemen, men har ingen fast befolkning. Kraftiga vulkanutbrott skedde 1883 och 2007. Före utbrottet 2007 hade Jemen en militärbas på ön, efter en dispyt med Eritrea om överhöghet över den.